# Mi secreto de amor
Mi secreto de amor è il ventesimo album in studio della cantante e attrice messicana Lucero, pubblicato nel 2011.

## Tracce
1. Secreto De Amor – 4:20
2. Me Voy A Quitar De En Medio – 2:58
3. A Puro Dolor – 3:20
4. Amargo Adios – 3:44
5. Te Sigo Amando – 3:24
6. A Dios Le Pido – 3:46
7. Si No Te Hubieras Ido – 4:42
8. Potpurrí: Asi Es La Vida/Suavemente/La Vida Es Un Carnaval – 6:55
9. Costumbres – 4:08
10. Mi Bon-Bon – 3:12